# ستار بلس
ستار بلس (بالهندية: स्टार प्लस) هي قناة تلفزيونية هندية ترفيهية أُطلقت في 21 فبراير 1992، وهي مملوكة لشركة نجمة الهند. تختص بعرض المسلسلات العائلية والكوميديا، كما تعرض القناة افلامًا تلفزيونية.

## روابط خارجية
- الموقع الرسمي